# Battle.net

Il logo di Battle.net

Battle.net è il servizio gratuito di gioco online della Blizzard Entertainment. Il servizio fu attivato già a novembre 1996, ma fu varato ufficialmente solo un mese dopo, il 31 dicembre, a seguito dell'uscita di Diablo. Battle.net è stato il primo servizio di gioco online incorporato direttamente nei giochi che lo utilizzano.
Con l'uscita di Starcraft II, il servizio è stato notevolmente migliorato per far fronte alle esigenze dei videogiochi più moderni. Il servizio Battle.net è anche completamente localizzato in italiano.

## Storia

### Diablo
Quando Battle.net fu lanciato con Diablo, offriva solo alcune funzionalità di base come la chat e l'elenco delle partite in corso. Gli utenti potevano connettersi al server, parlare con altri giocatori e prendere parte a partite multigiocatore di Diablo. Oltre ai dati sull'account dell'utente, non veniva memorizzata né filtrata nessuna informazione di gioco dai server di Battle.net, perché i giocatori di una stessa partita venivano collegati direttamente, e i dati venivano memorizzati sui loro computer. Questo limitava la lag, ma non offriva nessuna protezione contro il cheating.

### StarCraft

Logo utilizzato dal 1998 al 2009

Con l'uscita di StarCraft nel 1998, l'uso di Battle.net aumentò considerevolmente. Furono aggiunte funzionalità come la graduatoria dei giocatori (Ladder) e i filtri nella lista delle partite. I CD di StarCraft, al contrario di quelli di Diablo, furono dotati di una protezione contro la pirateria che usa un codice univoco (CD-Key) associato ad un particolare CD. In un dato momento, solo un giocatore può essere connesso a Battle.net, usando un determinato CD-Key. Dalla uscita di Starcraft, tutti i giochi Blizzard hanno utilizzato il sistema di connessione CD-Key per collegarsi a Battle.net. Con il rilascio dei Gateway, fino 4 giocatori possono collegarsi a Battle.net utilizzando lo stesso codice purché siano in un Gateway diverso. Non essendo sullo stesso Gateway, i giocatori che utilizzano lo stesso codice non potranno giocare insieme, chattare e via dicendo.
Per prevenire lo spam, cheating e la violazione dei termini di servizio, le CD-Key possono subire delle sanzioni:
- MUTED: vengono private le funzionalità di sussurare (whisper) a qualsiasi giocatore e chattare su ogni canale di chat Battle.net.
- VOIDED: viene privato l'accesso a tutti i canali Battle.net.
- JAILED: vengono rimosse tutte le funzioni elencate nelle due punizioni precedenti.
- BANNED: si perde l'accesso totale al servizio di Battle.net.

### Warcraft II: Battle.net Edition
Nel 1999, a causa del successo di StarCraft su Battle.net (particolarmente nella Corea del Sud), la Blizzard decise di pubblicare Warcraft II Battle.net Edition, una nuova versione di Warcraft II: Tides of Darkness con l'espansione Warcraft II: Beyond the Dark Portal, aggiornata per essere giocabile su Battle.net.

### Diablo II
Nel 2000 fu pubblicato Diablo II. La principale novità del gioco riguardo a Battle.net è che le partite online sono completamente client-server: la partita non viene simulata nei computer di ogni giocatore, bensì si svolge sui server di Battle.net. Anche tutti i dati dei personaggi sono memorizzati sui server (c'è anche la possibilità di creare un personaggio che risiede sul computer del giocatore, ma questi personaggi non possono partecipare a partite insieme a personaggi di Battle.net). Diablo II introdusse un'altra peculiarità che fa apparire i giocatori nella chatroom come avatar con lo stesso aspetto dei personaggi nel gioco. Inoltre è stata aggiunta una graduatoria "Hardcore" che caratterizza i personaggi che non possono più essere resuscitati se muoiono nel gioco. Anche con Diablo II l'uso di Battle.net aumentò in modo significativo.

### Warcraft III
Con Warcraft III: Reign of Chaos, uscito nel 2002, la principale funzionalità che fu aggiunta al servizio è il matchmaking anonimo, che permette ad un utente di iniziare una partita con dei giocatori scelti automaticamente dal sistema in base alla graduatoria di ognuno. Inoltre fu aggiunto il supporto per i clan. Con l'espansione Warcraft III: The Frozen Throne fu aggiunta la funzionalità dei tornei.

## Giochi supportati

### Legacy Battle.net
- Diablo (canali ristretti)
- Starcraft
- Starcraft: Brood War
- Warcraft II Battle.net edition
- Diablo II
- Diablo II: Lord of Destruction
- Warcraft III: Reign of Chaos
- Warcraft III: The Frozen Throne

Altri client Legacy Battle.net:
- Diablo Shareware
- Diablo Spawn
- Starcraft Shareware
- Starcraft Spawn
- WarCraft II Battle.net Edition Spawn
- Starcraft: Japanese Version
- Starcraft: Japanese Version Spawn
- Warcraft III DEMO Version
- Chat (Telnet) (disabilitato)

### Battle.net v2.0
- World of Warcraft
- Diablo III
- StarCraft II
- Heroes of the Storm
- Hearthstone: Heroes of Warcraft
- Overwatch
- Destiny 2
- Overwatch 2